# Araneomorphae
Araneomorphae là một phân bộ trong bộ Nhện.

## Phân loại
Araneomorphae được chia thành 2 cận bộ: Hypochilae (chỉ có họ Hypochilidae), và Neocribellatae. Neocribellatae lại được chia thành Austrochiloidea, và 2 loạt Entelogynae và Haplogynae, mỗi đơn vị phân loại này gồm một số liên họ:
Sơ đồ nhánh thể hiện quan hệ giữa các đơn vị phân loại.
|  | Gradungulidae  |
|  |                |
|  | Austrochilidae |
|  |                |

|  | Haplogynae  |
|  |             |
|  | Entelegynae |
|  |             |

|  | Gradungulidae  |
|  |                |
|  | Austrochilidae |
|  |                |

|  | Haplogynae  |
|  |             |
|  | Entelegynae |
|  |             |

|  | Gradungulidae  |
|  |                |
|  | Austrochilidae |
|  |                |

|  | Haplogynae  |
|  |             |
|  | Entelegynae |
|  |             |

|  | Gradungulidae  |
|  |                |
|  | Austrochilidae |
|  |                |

|  | Haplogynae  |
|  |             |
|  | Entelegynae |
|  |             |

|  | Gradungulidae  |
|  |                |
|  | Austrochilidae |
|  |                |

|  | Haplogynae  |
|  |             |
|  | Entelegynae |
|  |             |

|  | Gradungulidae  |
|  |                |
|  | Austrochilidae |
|  |                |

|  | Haplogynae  |
|  |             |
|  | Entelegynae |
|  |             |

|  | Gradungulidae  |
|  |                |
|  | Austrochilidae |
|  |                |

|  | Haplogynae  |
|  |             |
|  | Entelegynae |
|  |             |

|  | Gradungulidae  |
|  |                |
|  | Austrochilidae |
|  |                |

|  | Haplogynae  |
|  |             |
|  | Entelegynae |
|  |             |

Hầu hết các loài nhện trong Haplogynae có 6 mắt, trong khi các loài trong nhóm Entelegynae có 8 mắt.